# Revoluciòn (singolo)
Revoluciòn  è un brano musicale di Entics, pubblicato il 1º luglio 2016, dopo che il cantante era stato assente dalle scene musicali per 2 anni.

## Il brano
Le sonorità sono di origine e ispirazione caraibica, in particolare si rifanno a diversi tipi di sound latini, che l'artista milanese ha incontrato durante la sua esperienza a Cuba.